# نیکولا فراری (بازیکن فوتبال، زاده ۱۹۸۳)
نیکولا فراری (انگلیسی: Nicola Ferrari؛ زادهٔ ۱۵ ژوئیهٔ ۱۹۸۳) بازیکن فوتبال اهل ایتالیا است.
از باشگاه‌هایی که در آن بازی کرده‌است می‌توان به باشگاه فوتبال هلاس ورونا، باشگاه فوتبال اسپتزیا، باشگاه فوتبال مودنا، باشگاه فوتبال ویرتوس لانچانو، باشگاه فوتبال کروتونه، باشگاه فوتبال آ. ث. لومتزانه، و باشگاه فوتبال یو. اس. پرگولیتزه اشاره کرد.